# Derris kingdonwardii
Derris kingdonwardii là một loài thực vật có hoa trong họ Đậu. Loài này được Thoth. miêu tả khoa học đầu tiên.